# Guy Nègre
Pour les articles homonymes, voir Nègre (homonymie).
Guy Nègre est un ingénieur motoriste français né le 8 février 1941 à Narbonne et mort le 24 juin 2016, à Carros.

## Biographie
Originaire des Corbières, ses parents tenaient un commerce de bonneterie à Béziers, et l’été un magasin à Cauterets.
Il suit des études d’ingénieur motoriste, puis travaille pendant cinq ans pour la marque française Renault, principalement sur l'augmentation de puissance des R8 Gordini et sur la distribution rotative. Il propose, à la fin des années 1980, un moteur pour formule 1 avec ce mode de fonctionnement, ainsi que des moteurs d'aviation légère.
Il réactualise l'invention du moteur à air comprimé installé sur une gamme de véhicules à air comprimé, toujours en cours de développement sous la marque MDI, la société qu'il a créée en 1991.
Il présente "Taxi ZerO Pollution", un premier concept de taxi à air comprimé, en 1998, au Mondial de l’automobile de Paris.
Guy Nègre affirmait que des véhicules peuvent circuler sur 200 km en pur air comprimé et 800 km en hybride essence/air comprimé, dans un véhicule de même utilisation qu'une voiture à essence, et dont on peut recharger le réservoir en trois minutes,. Cependant, cela n'a jamais pu être vérifié par aucun journaliste.
En 2007, la marque automobile indienne Tata Motors décide de commercialiser plusieurs modèles de voitures à air comprimé, de créer une usine en France pour 2009, mais diverses circonstances interrompent cette démarche, notamment la mort suspecte de Karl Slym, directeur général de Tata Motors depuis 2012. et le dénigrement systématique de certains médias.
En 2008, Guy Nègre présente le modèle AIRPod pour la marque MDI, "un véhicule totalement ‘propre’ de type urbain", à quatre places, pouvant être conduit sans permis à l’aide d’un simple mini-manche. Ce véhicule peut atteindre une vitesse maximale de 80 km/h, d'après sa fiche technique ; le constructeur annonce une autonomie de 130 km en cycle urbain et une autonomie maximale de 150 km.
En octobre 2015, il apparaît que de nombreux souscripteurs ayant versé de l'argent pour obtenir l'AirPod n'ont obtenu ni le véhicule ni le remboursement de leur argent, ce qui a fait l'objet d'une info-alerte par le réseau Anti-arnaques, une association partenaire de l’UFC-Que Choisir.